# Galois-Darstellung
Eine Galois-Darstellung ist eine Darstellung einer Galoisgruppe auf einem Vektorraum oder allgemeiner einem Modul über einem kommutativen Ring. Häufig fordert man Stetigkeit bezüglich der Krulltopologie der Galoisgruppe und einer Topologie auf dem Koeffizientenring.

## Motivation
Eines der fundamentalen Objekte der Zahlentheorie sind algebraische Zahlkörper. Erkenntnisse über Zahlkörper haben unmittelbare Konsequenzen für die Lösbarkeit von Diophantischen Gleichungen. Eine wichtige Invariante eines Zahlkörpers {\displaystyle K} ist seine absolute Galoisgruppe {\displaystyle G_{K}}, das ist die Gruppe der {\displaystyle K}-linearen Körperautomorphismen eines fixierten algebraischen Abschlusses {\displaystyle {\overline {K}}} von {\displaystyle K}. Ihre Struktur ist so reichhaltig, dass es sich schwierig gestaltet, sie mit rein gruppentheoretischen Methoden zu untersuchen. Man untersucht in speziellen Situationen Darstellungen von {\displaystyle G_{K}}, um somit indirekt etwas über {\displaystyle G_{K}} und damit letztlich über {\displaystyle K} zu erfahren.

## Artin-Darstellungen
Sei {\displaystyle K} ein Zahlkörper. Eine Artin-Darstellung von {\displaystyle G_{K}} ist eine stetige Darstellung von {\displaystyle G_{K}} auf einem endlich-dimensionalen komplexen Vektorraum. Emil Artin formulierte mithilfe dieser Darstellungen das Artinsche Reziprozitätsgesetz. Die bis heute unbewiesene Artin-Vermutung besagt, dass die Artinsche L-Funktion einer nicht trivialen irreduziblen Artin-Darstellung eine eindeutige holomorphe Fortsetzung auf {\displaystyle \mathbb {C} } hat.
Da Artin-Darstellungen endliches Bild haben, ist die Kategorie der Artin-Darstellungen einer gegebenen proendlichen Gruppe eine halbeinfache Tannaka-Kategorie.

## l-adische Darstellungen
Sei {\displaystyle G} eine proendliche Gruppe und {\displaystyle E} ein {\displaystyle \ell }-adischer lokaler Körper, das heißt eine endliche Körpererweiterung von {\displaystyle \mathbb {Q} _{\ell }} mit der {\displaystyle \ell }-adischen Topologie. Eine {\displaystyle \ell }-adische Darstellung von {\displaystyle G} über {\displaystyle E} ist ein endlich-dimensionaler {\displaystyle E}-Vektorraum zusammen mit einem stetigen Homomorphismus {\displaystyle \rho \colon G\to \mathrm {GL} (V)}.
Man spricht von einer {\displaystyle \ell }-adischen Galois-Darstellung, wenn {\displaystyle G} eine Galoisgruppe ist.
Sei {\displaystyle {\mathcal {O}}_{E}} der Ganzheitsring von {\displaystyle E}.
Jede {\displaystyle \ell }-adische Darstellung stabilisiert einen freien {\displaystyle {\mathcal {O}}_{E}}-Untermodul von {\displaystyle V}, der {\displaystyle V} als {\displaystyle E}-Vektorraum erzeugt. So kann eine {\displaystyle \ell }-adische Darstellung auch auf einem freien {\displaystyle {\mathcal {O}}_{E}}-Untermodul endlichen Ranges definiert werden.
Manchmal wird als Koeffizientenkörper {\displaystyle {\overline {\mathbb {Q} }}_{\ell }} mit der Vereinigungstopologie endlicher Erweiterungen von {\displaystyle \mathbb {Q} _{\ell }} genommen. Diese Definition ist im Wesentlichen äquivalent, da jede solche Darstellung einer proendlichen Gruppe über einer endlichen Erweiterung von {\displaystyle \mathbb {Q} _{\ell }} definiert ist.
Beispiele für {\displaystyle \ell }-adische Darstellungen sind der {\displaystyle \ell }-adische zyklotomische Charakter oder der {\displaystyle \ell }-adische Tate-Modul einer abelschen Varietät.

## Mod-l-Darstellungen
Eine mod-{\displaystyle \ell }-Darstellung einer proendlichen Gruppe {\displaystyle G} ist ein endlich-dimensionaler Vektorraum {\displaystyle V} über einem endlichen Körper der Charakteristik {\displaystyle \ell } zusammen mit einem stetigen Homomorphismus {\displaystyle \rho \colon G\to GL(V)}.
Mod-{\displaystyle \ell }-Darstellungen entstehen durch Reduktion modulo {\displaystyle \ell } aus {\displaystyle \ell }-adischen Darstellungen. Die Reduktion einer {\displaystyle \ell }-adischen Darstellung über einem endlich-dimensionalen Vektorraum ist bis auf Isomorphie eindeutig bestimmt.

## Darstellungen der Weil-Gruppe
Ist {\displaystyle K} ein globaler oder lokaler Körper, so ist zu der entsprechenden Klassenformation eine Weil-Gruppe {\displaystyle W_{K}} definiert. Durch Verkettung mit dem kanonischen Homomorphismus {\displaystyle \varphi \colon W_{K}\to G_{K}} wird jede stetige Darstellung von {\displaystyle G_{K}} zu einer stetigen Darstellung von {\displaystyle W_{K}}. Die lokal proendliche Gruppe {\displaystyle W_{K}} hat echt mehr stetige Darstellungen als {\displaystyle G_{K}}. So ist beispielsweise durch den Betrag ein Charakter {\displaystyle K^{\times }\to \mathbb {C} ^{\times }} mit unendlichem Bild gegeben. Durch den Klassenkörperisomorphismus {\displaystyle r_{K}\colon K^{\times }{\tilde {\rightarrow }}W_{K}^{\mathrm {ab} }} definiert das einen Charakter von {\displaystyle W_{K}} mit unendlichem Bild, die folglich nicht von einem Charakter von {\displaystyle G_{K}} kommt.

## p-adische Hodge-Theorie
Ist {\displaystyle K} ein {\displaystyle p}-adischer lokaler Körper, so beschäftigt sich die p-adische Hodge-Theorie mit der Klassifikation {\displaystyle p}-adischer Darstellungen von {\displaystyle G_{K}}.

## Galois-Kohomologie
Man kann Gruppenkohomologie auch für proendliche Gruppen definieren. Für Galoisgruppen spricht man dann von Galois-Kohomologie.